# Östra Thrakien

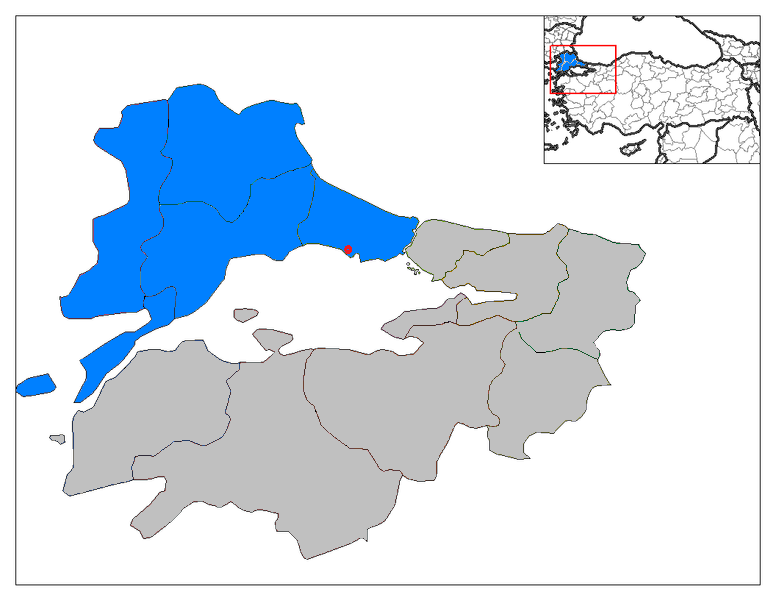
Östra Thrakien.

Östra Thrakien (turkiska: Doğu Trakya) är den del av Turkiet som ligger i Europa, väster om Bosporen och norr om Marmarasjön.
Området motsvarar med en yta på 23 764 km² tre procent av Turkiets totala yta.
Området omfattar bland annat Istanbuls historiska centrum, och andra städer så som Edirne (den historiska huvudstaden i det osmanska vilayet som före rikets fall omfattade hela Thrakien), Tekirdağ, Çorlu, Lüleburgaz och Kırklareli.
Området har 9,8 miljoner invånare.

## Provinser
Regionen består av de tre il (provinser) Edirne, Kırklareli och Tekirdağ, samt de europeiska delarna av İstanbul och Çanakkale. Å andra sidan anser inte alltid dagens turkar Istanbul, Gelibolu-halvön och Gökçeada (som båda tillhör Çanakkale) vara delar av Thrakien.